# اسلندرمن
اسلندرمن یا سلندرمن (به انگلیسی: Slender Man) یا مرد لاغر یک شخصیت ترسناک است که در سال ۲۰۰۹ (میلادی) برای اولین بار توسط اریک نادسن برای سایت کریپی پاستا ساخته شد.
از نکات جالب اسلندرمن می‌توان به مشخصات ظاهری عجیبش اشاره کرد مردی بلند با قدی سه متر دستانی بلند و شاخک‌هایی که از آن برای کشتن قربانی‌هایش استفاده می‌کند و بدون چهره همراه با کت و شلوار می‌باشد.
علاقه اصلی اسلندرمن کشتن بچه‌ها به بدترین شکل ممکن است. فیلمی نیز با همین نام در سال ۲۰۱۸ ساخته شده‌است.

## افسانه‌ها وداستان
بعد از ساخته شدن اسلندرمن او به سرعت پرطرفدار شد و عکس‌های زیادی با فتوشاپ و داستان‌هایی برایش ساخته شد
یکی از معروف‌ترین این داستان‌ها مربوط به دختر بچه‌ای است که در خواب دچار مشکل می‌شود و توسط اسلندرمن افسون می‌شود و به درون جنگل می‌رود
او بعد از مدتی از خود و اسلندرمن عکس می‌گیرد دوربین را به درون جاده می‌اندازد رهگذری عکس را می‌بیند بعد از چند روز جنازه بچه در جنگل پیدا می‌شود دلیل موفقیت این داستان حرفه‌ای ساخته شدن عکس بود
در اکثر داستان‌ها اسلندرمن راه نمی‌رود و در فاصله کمی از سطح زمین شناور است و با هر بار پلک زدن به قربانی خود نزدیک و نزدیک‌تر می‌شود
و زمانی که به او رسید با شاخک‌هایش او را می‌کشد شاخک‌هایی که از پشت کمر او به بیرون آمده و رنگی مشکی دارند. در بعضی داستان‌ها این شاخک‌ها قابل دیدن و در بعضی غیرقابل دیدن است. همچنین از اسلندرمن در بعضی بازی های سری اسلندرینا به عنوان پدر اسلندرینا یاد می شود.

## بازی و فیلم
اسلندرمن به سرعت پرطرفدار شد و از آن در فیلم‌ها و کارتون‌ها به صورت مستقیم و غیرمستقیم استفاده شد. در بازی، اسلندرمن موفق تر عمل کرد و بازی‌های زیادی از آن ساخته شد که بعضی از آنها مانند
Slender: The Eight Pages و Slender: The Arrival موفقیت‌های خوبی کسب کردند. حتی گفته می‌شود شخصیت اندرمن (Ender man) در بازی ماینکرفت (Minecraft)، به علت شباهت دستان بلند و ظاهر مشابه و صدایی که از خود تولید می‌کند، از اسلندرمن الهام گرفته‌است. همین عوامل باعث بیشتر معروف شدن این شخصیت شدند.اسلندرمن همچنین در بازی های اسلندرینا حضور دارد و عنوان پدر اسلندرینا را دارد و بازی های اسلندرینا تا حدودی از روی اسلندرمن ساخته شده

## تأثیر بر دنیای واقعی
دو دختر ۱۲ ساله که به وجود اسلندرمن باور داشتند (گیزر و ویر) باعث ایجاد یک تراژدی شدند. گیزر دوست خود را ۱۹ بار مورد حمله چاقو قرار داد.
دوست او (ویر) به‌طور معجزه آسایی زنده ماند. پدر گیزر بیمار اسکیزوفرنی بوده و معتقد است که دخترش گیزر نیز این بیماری را دارد
به گفته ۲ دختر اسلندرمن آنها را مجبور به این کار کرده بود
اریک نادسن در بیانیه‌ای به رسانه‌ها گفت:من عمیقاً از این تراژدی در ویسکانسین ناراحت هستم و سپس اعلام کرد که در این مورد مصاحبه نخواهد کرد.
شبکه HBO از این اتفاق یک مستند ساخت.